# Pic d'Arriel
Le pic d'Arriel, pic Saget ou pic de Saldiecho, est un sommet des Pyrénées situé sur la frontière franco-espagnole et la ligne de partage des eaux.

## Géographie

### Topographie
Il est situé entre la France (Pyrénées-Atlantiques) et l'Espagne (Aragon). Il se trouve à l'est du massif du Balaïtous. Il fait face au pic Palas dont il est séparé par le col du Palas. Sur le versant espagnol on trouve les lacs d'Arriel, sur le versant français le pic d'Arriel donne sur le refuge d'Arrémoulit et sur les lacs du même nom.

## Histoire
Le pic d'Arriel a été gravi pour la première fois par l'officier géodésien sarthois Henri Saget en 1851.

## Voie d'accès
(mars 2024).
L'ascension du pic d'Arriel par la voie normale (cotée F+) débute à la cabane du Caillou de Socques (parking sur la D934). On rejoint le col de Sobe (2 449 m) en 2 heures 45 environ. Le sentier passe ensuite versant sud du massif pour rejoindre le col d'Arriel (2 668 m) en passant sous le Petit pic d'Arriel (compter un peu plus de 30 min). On remonte ensuite la crête (pierrier facile) jusqu'au sommet (40 min environ). Les derniers mètres de l'arête sommitale nécessitent d'utiliser les mains mais sur une roche de très bonne qualité. C'est le seul endroit où les personnes qui ont le vertige pourront être assurées par une corde.
Il existe de nombreuses autres voies d'ascension depuis le refuge d'Arrémoulit, auxquelles on accède en contournant le lac par la droite pour rejoindre le pierrier sous la face nord-ouest du pic.
- Voie PD+ : Un éperon rocheux rejoint le col d'Arriel à partir du pierrier. À partir du pierrier, remonter sur la droite de cet éperon jusqu'au col. Le pierrier est assez raide. Arrivé au col, suivre la voie normale jusqu'au sommet. Une variante possible : contourner l'éperon par la gauche, un dièdre remonte jusque sous le col d'Arriel. Les prises sont nombreuses et de bonne qualité mais le passage est néanmoins plus engagé.
- L'ascension du pic d'Arriel par l'Espagne débute dans la vallée de Tena, en Aragon, au départ de la Sarra. On suit le sentier jusqu'à Onso, puis on remonte à gauche le ravin de Soba jusqu'au col. Dans les près, monter au Nord vers le col de Sobe, puis vers le col d'Arriel et monter l'arête jusqu'au sommet[3].